# Bassaniodes bliteus
Bassaniodes bliteus es una especie de araña cangrejo del género Bassaniodes, familia Thomisidae. Fue descrita científicamente por Simon en 1875.

## Distribución
Esta especie se encuentra en el Mediterráneo.